# Tohi à calotte fauve
Vous lisez un « bon article » labellisé en 2009.
Aimophila ruficeps
Espèce
Synonymes
- Ammodromus ruficeps Cassin, 1852[1]
(protonyme)
- Peucaea ruficeps (Cassin, 1852)[2]

Statut de conservation UICN

 LC  : Préoccupation mineure
Le Tohi à calotte fauve (Aimophila ruficeps) est une espèce de passereaux de la famille des Passerellidae. On trouve principalement cet oiseau dans le sud-ouest des États-Unis, ainsi que dans une grande partie du Mexique, jusqu'au sud-ouest de la cordillère néovolcanique. Les populations sont souvent isolées les unes des autres et douze sous-espèces, voire davantage, sont généralement reconnues. Ce tohi a le dos marron, avec des bandes plus sombres, et les parties inférieures grises. La calotte est rousse, la tête et le sourcil sont gris, avec une bande brune ou rousse s'étendant depuis chaque œil, et une épaisse bande noire sur chaque joue.
Comme la majorité des passereaux, les Tohis à calotte fauve se nourrissent principalement de graines pendant l'hiver et d'insectes au printemps et en été. Le vol est maladroit chez cette espèce, qui préfère sautiller à terre pour se déplacer. Ils adoptent un comportement territorial lors de la reproduction, mais parfois même tout le long de l'année, les mâles marquant leur territoire par leurs chants et leurs postures. Ce tohi est monogame et se reproduit au printemps. Deux à cinq œufs sont pondus dans le nid cupulaire et bien caché. Les adultes peuvent être la proie des chats domestiques et de petits rapaces, alors que les jeunes sont la proie de nombreux mammifères ou reptiles. Le record de longévité de l'espèce est de trois ans et deux mois. Bien que l'espèce ait été classée par l'UICN en LC (Préoccupation mineure), certaines sous-espèces sont menacées par la destruction de leur habitat, et l'une d'entre elles est peut-être déjà éteinte.

## Description

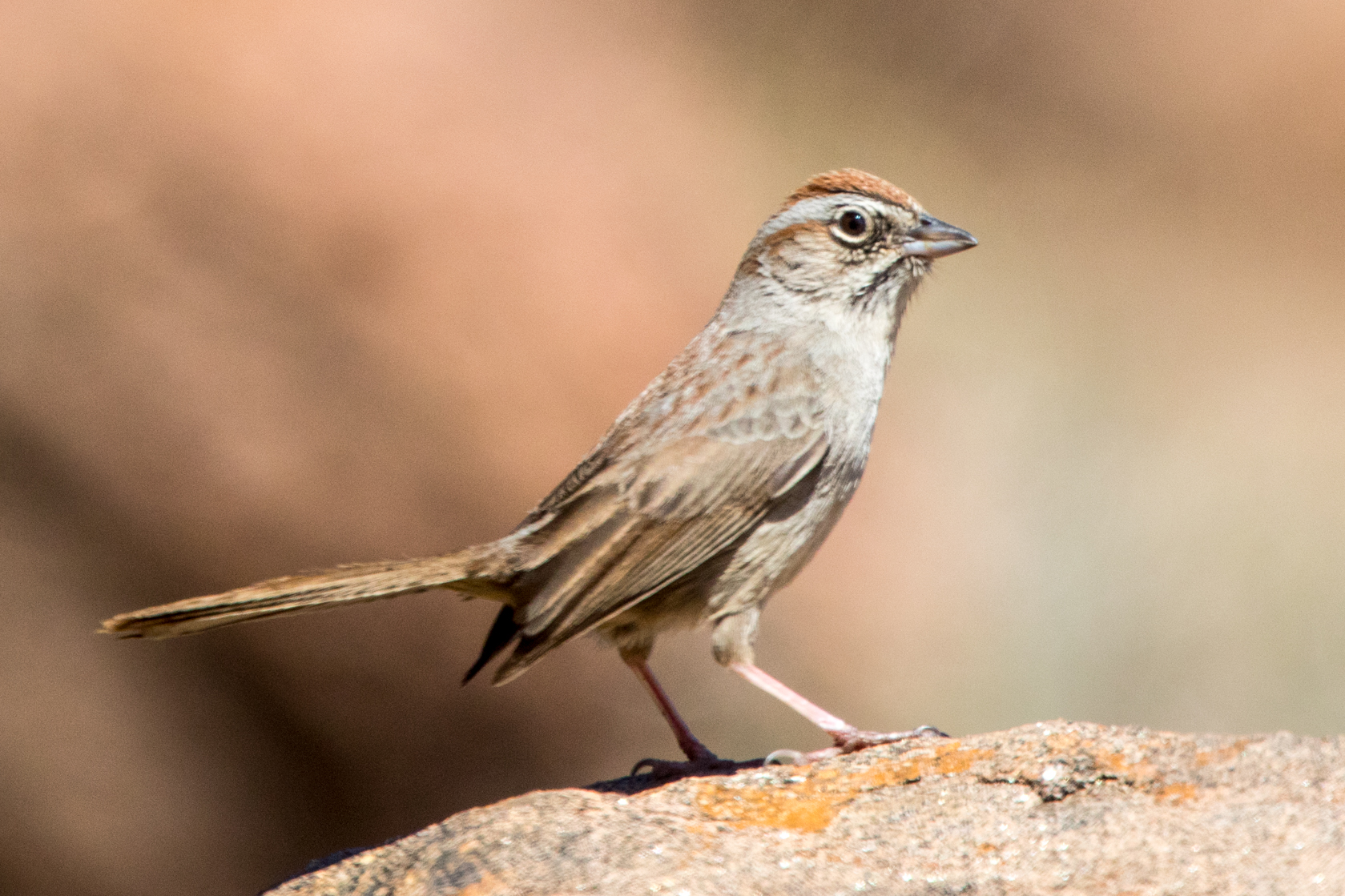
Un Tohi à calotte fauve dans le Colorado.

Le Tohi à calotte fauve est un oiseau plutôt petit mesurant 13 cm de long, les mâles étant en moyenne plus grands que les femelles,,. Il pèse de 15 à 23 g, pour un poids moyen de 19 g. Le dos est brun, avec des stries plus foncées et les parties inférieures grises. Ses ailes sont courtes, arrondies, brunes et ne possèdent pas de barre alaire (ligne de plumes d'une couleur différente au milieu de l'aile de l'oiseau). La queue de ce tohi est longue, brune et arrondie. La face et le sourcil sont gris avec une épaisse bande noire, brune ou fauve s'étendant depuis l'œil vers la tempe et la joue. La couleur de la calotte varie du fauve au châtain, ce qui lui a valu son nom vernaculaire, et certaines sous-espèces ont une strie grise parcourant le centre de cette calotte,. Le bec est jaune et en forme de cône. La gorge de cet oiseau est blanche, avec une raie foncée. Ses jambes et ses pattes sont gris-rosé. Il n'y a pas de dimorphisme sexuel apparent. Le juvénile, par contre, a une couronne brune et de nombreuses stries sur la poitrine et les flancs au printemps et en automne.

## Écologie et comportement

### Locomotion
Le Tohi à calotte fauve a un vol maladroit, il se déplace donc principalement en sautillant à terre.

### Alimentation

#### Régime alimentaire
Ces passereaux se nourrissent principalement des graines de plantes à fleurs herbacées et de petites graminées, de tiges d'herbe fraîche et de pousses tendres en automne et en hiver. Durant ces deux saisons, les araignées et les insectes tels que fourmis, sauterelles, carabes ou cochenilles ne composent qu'une petite partie de leur régime alimentaire. Au printemps et en été, le régime de l'oiseau inclut de plus grandes quantités et variétés d'insectes.
On ne sait pas si ces oiseaux puisent toute l'eau dont ils ont besoin de leur alimentation, ou s'ils doivent également boire ; cependant, on a observé ces tohis boire et se baigner dans les flaques d'eau après les orages.

#### Comportement alimentaire
Le Tohi à calotte fauve cherche sa nourriture au sol sans hâte, en marchant ou en sautillant, le plus souvent sous le couvert des arbustes ou des herbes denses. Il va de temps en temps chercher sa nourriture dans des secteurs boisés, mais il ne chasse par contre presque jamais en terrain découvert. Il a été occasionnellement observé chassant dans les branches ou dans les petits buissons, mais toujours près du sol. Durant la saison nuptiale, il récolte sa nourriture dans les herbes et les arbustes bas. Cependant, cette espèce obtient généralement sa nourriture en picorant (ou parfois en grattant) les feuilles mortes. Cet oiseau a tendance à chasser en petits groupes familiaux, et dans une zone bien définie. Durant l'hiver, ils se nourrissent parfois en volées mixtes d’alimentation, c'est-à-dire en compagnie d'individus appartenant à d'autres espèces.

### Relations inter et intraspécifiques

#### Prédateurs
Les adultes peuvent être la proie des chats domestiques et de petits rapaces comme l'Épervier de Cooper, l'Épervier brun, la Crécerelle d'Amérique ou l'Élanion à queue blanche. Les nids peuvent être dévastés par certains mammifères et reptiles tels que les serpents, bien que l'on n'ait pas encore directement observé la prédation des nids.
Les adultes nicheurs ont trois comportements particuliers visant à distraire les prédateurs potentiels : the rodent run que l'on pourrait traduire par la « course de rongeur », the broken wing par « l’aile cassée » et the tumbling off the bush par « chute du buisson ». Lors de la course de rongeur, dans le but de distraire les prédateurs, le Tohi à calotte fauve abaisse la tête, le cou et la queue, se tient ailes dépliées et plumes ébouriffées, tout en s'enfuyant à toute vitesse et en émettant des cris d'alarme continus,. Lorsqu'il pratique la diversion de l'aile cassée, l'oiseau fait semblant d'avoir une aile blessée en la laissant traîner à terre, et sautille en s'éloignant du nid, entraînant ainsi le prédateur au loin avant de lui échapper. Le troisième moyen qu'utilise l'oiseau pour s'attirer l'attention du prédateur consiste à se laisser tomber du sommet d'un buisson. Le prédateur délaisse alors le nid pour s'intéresser à l'adulte.
Deux espèces de tiques, Amblyomma americanum et Ixodes pacificus peuvent parasiter l'oiseau, ainsi que Trypanosoma everetti et certains microfilaires, trouvés dans 30 % des spécimens étudiés par une étude américaine.

#### Territorialité
La taille moyenne de son territoire dans le chaparral de Californie est comprise entre un et deux hectares. Le nombre de territoires par hectare varie selon l'habitat ; il varie de 2,5 à 5,8 territoires pour 40 hectares de chaparral ayant subi un incendie trois ou cinq ans auparavant jusqu'à 3,9 à 6,9 territoires pour la même surface de maquis côtier. On dénombre un couple par territoire, bien que certains individus célibataires aient été vus partageant le territoire d'un couple.
Ces passereaux partent se nourrir en couple à la saison nuptiale, et en famille entre la fin de l'été et le début de l'automne. Les mâles surveillent leur territoire tout au long de l'année.

#### Chant
Le chant est émis par le mâle pendant la saison de nidification (printemps et été, généralement absence de chant en automne et en hiver), habituellement à partir d’un perchoir bien en vue ou, plus rarement, en vol. Le mâle chante afin d’attirer les faveurs d’une femelle et pour défendre le territoire. Le chant, qui rappelle celui du Troglodyte familier, est un babil court et rapide, constitué de tchip au rythme un peu saccadé. Il peut chanter tout au long de la journée, mais il est plus actif tôt le matin et en fin d’après-midi.
Le cri, émis par les deux sexes et les jeunes, sert de signal de localisation entre les individus ou de signal d’alarme lorsqu’il y a un danger. Le cri peut être un div nasillard et assez fort, souvent répété nerveusement, ou un tsi ténu. Le div nasillard est habituellement le cri qui trahit la présence de l’oiseau lorsqu’on entre dans son territoire. Les cris peuvent s’entendre à n'importe quel moment de l’année.

### Reproduction

#### Nidification

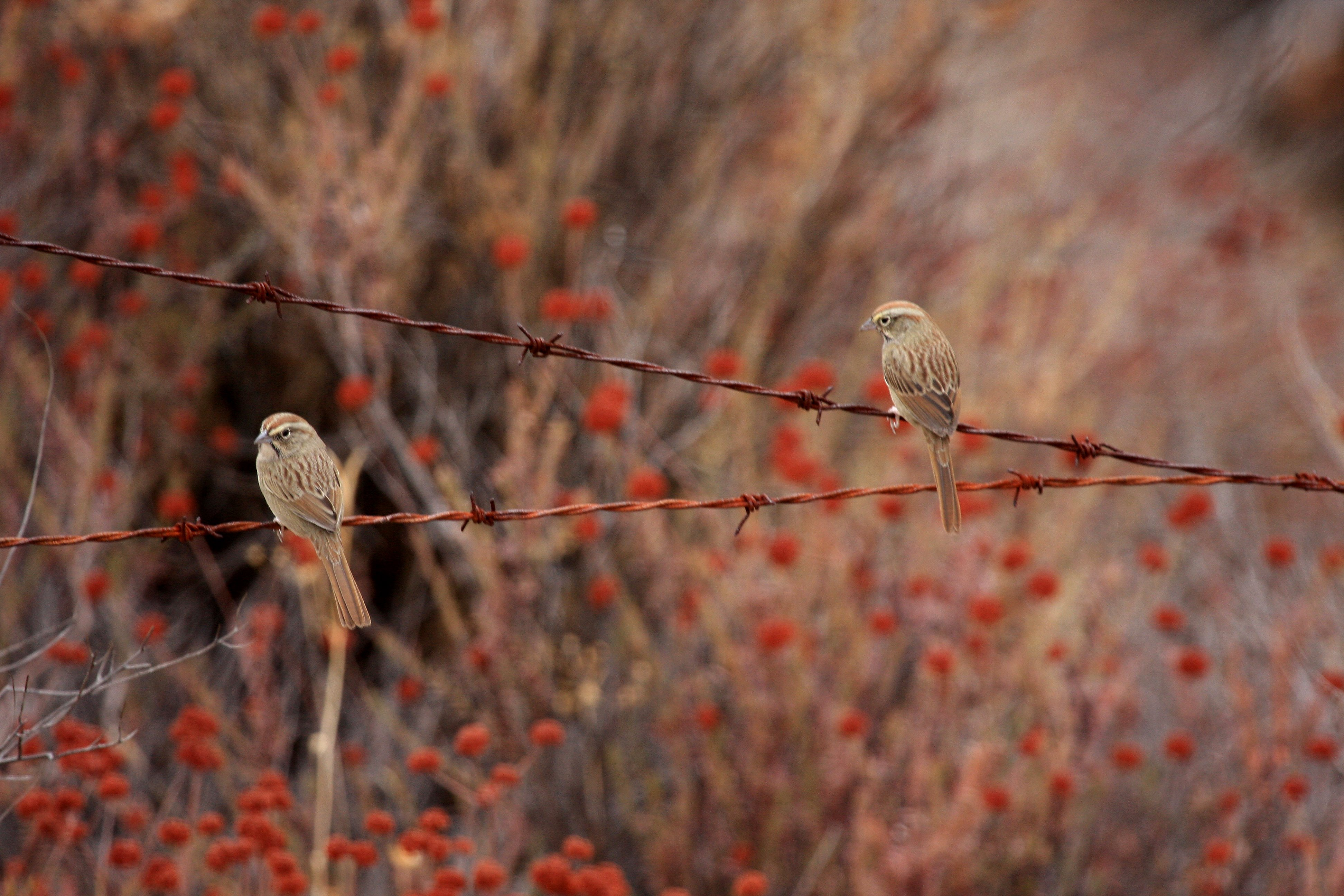
Un couple en Californie.

Le Tohi à calotte fauve niche dans le chaparral, maquis américain à la végétation éparse. Les mâles attirent une partenaire en chantant à des endroits bien précis situés au bord de leur territoire, puis continuent les chants tout au long de la saison nuptiale. Ces oiseaux sont monogames, et les couples restent souvent unis plusieurs années durant. Si deux mâles chanteurs se trouvent en contact l'un avec l'autre, ils commencent par exposer fièrement leurs couronnes rousses, la face tournée vers le sol ; si cela ne suffit pas à faire partir l'autre oiseau, ils raidissent leur corps, laissent tomber leurs ailes, soulèvent leur queue, et tendent le cou, dressant leur tête.
Bien que l'on ne sache pas avec précision quand la saison nuptiale commence, le plus tôt qu'un Tohi à calotte fauve ait été observé transportant du matériel pour son nid était un 2 mars, dans le Sud de la Californie. La femelle construit un nid cupulaire volumineux, aux parois épaisses, généralement sur le sol ou quelquefois dans le bas d'un buisson, jusqu'à 50 cm du sol. Ce nid est constitué d'herbes sèches et de petites racines, parfois de morceaux d'écorce, de petites brindilles, et de brins d'herbes,. Les nids sont bien cachés, puisqu'ils sont établis au pied de buissons, de hautes herbes ou de surplombs rocheux, sous le couvert de la végétation. Une fois son site de reproduction choisi, l'oiseau y reviendra pendant plusieurs années.
La ponte a généralement lieu entre juin et la mi-août. Il y a entre deux et cinq œufs par nichée, et en général seulement une couvée par an, bien que certains couples en Californie aient été observés élevant deux, voire trois couvées, en une seule année,. En cas de perte de la couvée, une nouvelle couvée peut être pondue. Les œufs sont unis, de couleur pâle, blanc-bleuté. Les nids de cet oiseau peuvent être parasités par le Vacher à tête brune, bien que cela ait été rarement observé,.

#### Élevage des jeunes et prédation
La femelle couve seule ses œufs durant onze à treize jours. Les oisillons naissent nus et les pennes ne commencent à pousser qu'au bout de trois jours. Les femelles s'occupent seules de leur nichée, bien que le mâle puisse apporter des insectes pour les juvéniles. Quand un jeune Tohi à calotte fauve quitte le nid au bout de huit ou neuf jours, il est encore incapable de voler, bien qu'il puisse se déplacer dans les broussailles ; il est alors toujours alimenté par ses parents. Les juvéniles quittent généralement le territoire de leurs parents en automne, ou au début de l'hiver. Le taux de réussite des nichées varie fortement avec les précipitations annuelles ; il est maximal les années rendues humides par El Niño, puisque le temps pluvieux et frais réduit l'activité des serpents, le prédateur principal des nids de l'oiseau.
Le record de longévité enregistré chez l'espèce est de trois ans et deux mois.

## Répartition et habitat

### Distribution géographique

Répartition géographique du Tohi à calotte fauve.

Cet oiseau vit dans le sud des États-Unis et au Mexique, du niveau de la mer jusqu'à près de 3 000 m d'altitude, bien qu'on le trouve plus communément entre 900 m et 1 800 m,. Il est présent en Californie, dans le Sud de l'Arizona, dans le Sud du Nouveau-Mexique, au Texas, et au centre de l'Oklahoma, et vers le sud, le long de la Basse-Californie et du Mexique occidental, jusque dans le Sud des États de Puebla et d'Oaxaca. Dans le Midwest, l'aire de répartition de ce tohi s'étend vers l'est jusqu'à l'Ouest de l'Arkansas et le Nord-Est du Kansas. La distribution de l'espèce est discontinue, et se compose de nombreuses petites populations isolées. Le Tohi à calotte fauve est une espèce non migratrice, bien que l'on sache que les sous-espèces de montagne descendent à des altitudes plus basses lors des hivers les plus rudes (migration altitudinale).

### Habitat

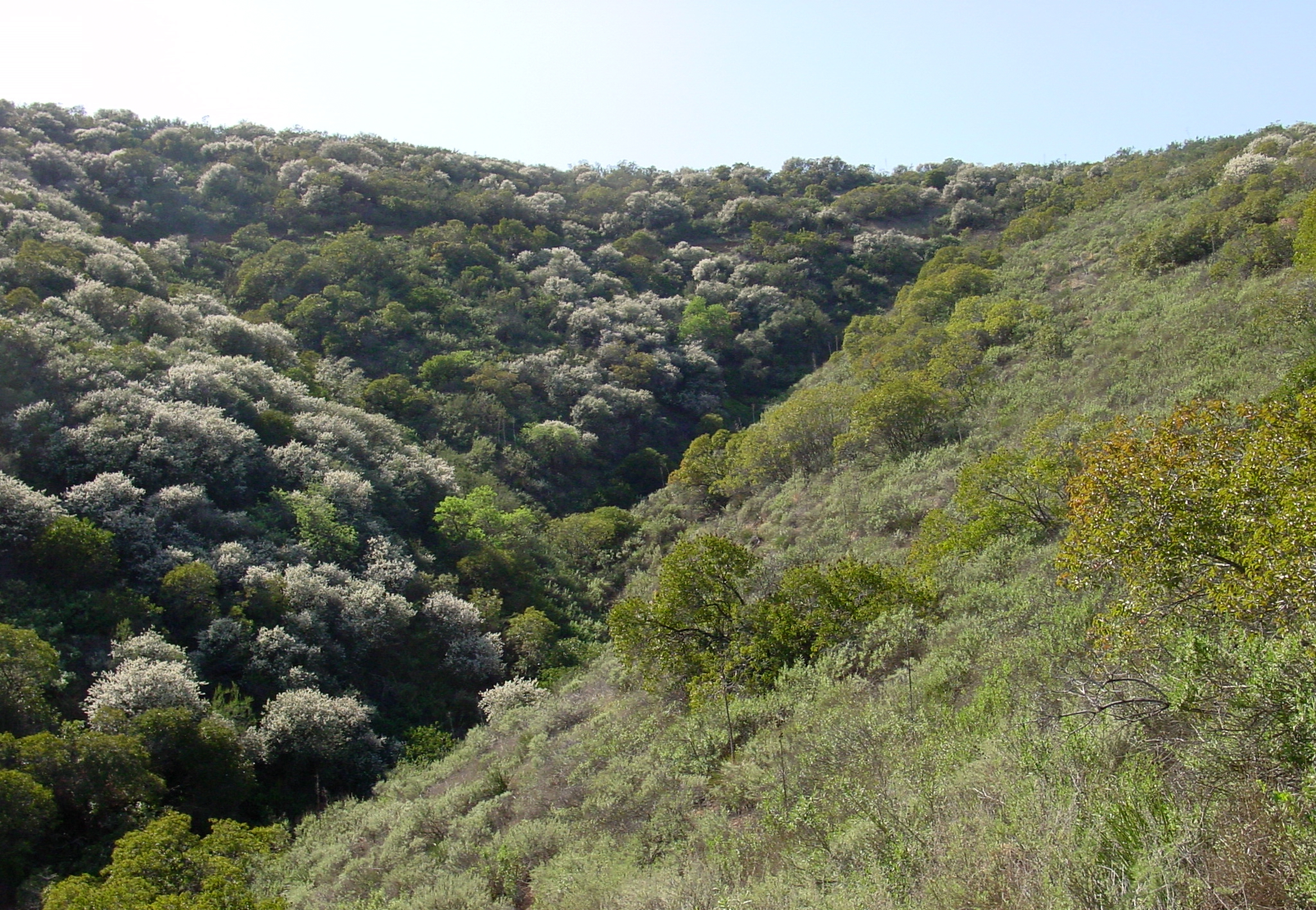
Le chaparral, lieu de nidification, ici en Californie.

Le Tohi à calotte fauve vit dans les régions boisées de chênes, et sur les reliefs au climat sec à la végétation constituée d'herbe et de buissons. On le trouve souvent près des affleurements rocheux. L'espèce est également familière des maquis côtiers, et des secteurs de chaparral. Elle prospère également dans les terrains dévastés par les incendies.

## Systématique

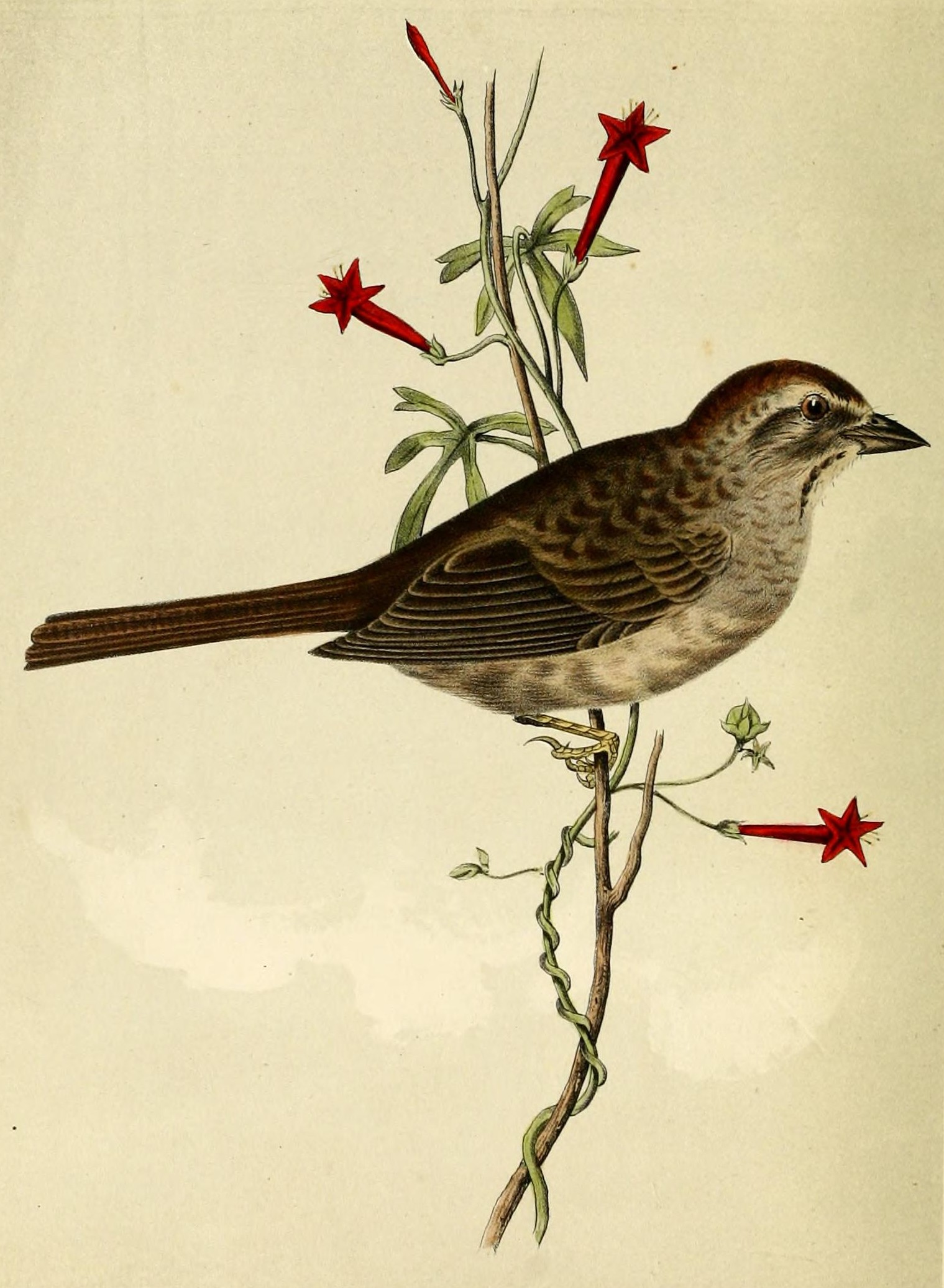
Dessin de 1862 d'un mâle adulte, ayant accompagné la description originale de John Cassin.

Cette espèce appartient à la famille des Passerellidae qui regroupe les bruants américains. Tous les bruants américains ont un régime alimentaire de base granivore, un bec conique et un plumage brun ou gris avec des marques spécifiques sur la tête. Ceux du genre Aimophila sont généralement de taille moyenne (13 à 20 cm de longueur), vivent au sein d'une végétation buissonnante aride, ont un bec relativement long, une queue de longueur moyenne, des ailes courtes et arrondies, et construisent des nids en forme de coupe,.

### Étymologie
En plus de son nom normalisé par la CINFO, « Tohi à calotte fauve », on compte comme noms vulgaires ou noms vernaculaires en français : « Bruant à calotte fauve », « Bruant à couronne fauve », « Bruant à couronne rousse », « Pinson à couronne fauve »,. La CINFO lui donne le nom normalisé de « Tohi à calotte fauve ».
Le nom du genre, Aimophila, a été construit à partir de deux racines de grec ancien, d'une part ἀιμος/aimos signifiant épine, et d'autre part -φιλος/philos signifiant aimer. Le nom spécifique est simplement dérivé du nom vernaculaire anglais, à partir du latin rufus signifiant « roux », ou « fauve », et de -ceps, dérivé de caput, la tête. En anglais, l'oiseau peut également être familièrement désigné sous le nom de Rock Sparrow, signifiant « Moineau des roches », en raison de sa préférence pour les pentes rocheuses.

### Historique
Le Tohi à calotte fauve a été décrit en 1852 par l'ornithologiste américain John Cassin comme Ammodromus ruficeps. Il a été également décrit comme appartenant au genre Peucaea, qui regroupait plusieurs espèces du genre Aimophila partageant certaines caractéristiques : un gros bec, une touche de jaune sous la courbure de l'aile, que les autres espèces du genre n'ont pas. Cependant, la séparation des bruants du genre Peucaea dans un genre séparé n'est généralement pas reconnue,. Une analyse phylogénétique de 2008 du genre Aimophila l'a divisé en quatre genres, mais le Tohi à calotte fauve et ses deux parents les plus proches, le Tohi d'Oaxaca (A. notosticta) et le Tohi roussâtre (A. rufescens) ont été maintenus dans le genre Aimophila. De plus, cette étude a suggéré que le Tohi à calotte fauve pourrait être plus étroitement lié aux tohis bruns du genre Pipilo que les autres membres du genre Aimophila (dans son acceptation originale).

### Sous-espèces
Douze sous-espèces sont généralement reconnues, mais certains auteurs en nomment jusqu'à 18.
- A. r. ruficeps, la sous-espèce type, a été décrite par Cassin en 1852[4]. On la trouve dans les chaînes de montagnes des côtes californiennes et sur les versants occidentaux de la Sierra Nevada[25]. Cette sous-espèce est plus foncée et sensiblement plus petite que A. r. eremoeca et a une strie distinctive brun-roux sur ses parties supérieures[1].
- A. r. canescens, décrite par l'ornithologiste américain W.E. Clyde Tod en 1922[4], se trouve dans le Sud-Ouest de la Californie, ainsi que dans le Nord-Est de la Basse-Californie (jusqu'à, en direction de l'est, la base de la Sierra de San Pedro Mártir)[25]. Bien que l'espèce elle-même soit classée en « Préoccupation mineure » par l'UICN, cette sous-espèce est listée comme « special concern » par le Département de la pêche et du gibier de Californie (en) (CDFG). Cela signifie qu'elle est menacée d'extinction[6]. Elle semble en tout point semblable à A. r. ruficeps, mais est plus foncée[1].
- A. r. obscura a été décrite par Donald R. Dickey et Adriaan van Rossem en 1923[4]. On trouve cette sous-espèce dans plusieurs îles des Channel Islands : l'île Santa Cruz, l'île Anacapa, et autrefois sur l'île Santa Catalina[25],[6]. Alors que la population de Santa Catalina n'a plus été observée depuis 1863, la sous-espèce semble avoir colonisé l'île d'Anacapa[6], où il n'existe pas d'observations de cette sous-espèce avant 1940[26]. Elle est d'apparence similaire à A. r. canescens mais est plus foncée[1].
- A. r. sanctorum a été décrite par van Rossem en 1947[4]. Elle fut découverte sur une île des Todos Santos, au large des côtes du nord-ouest de la Basse-Californie[25],[27]. Cette sous-espèce est susceptible d'être éteinte[28],[6]. Elle est la plus foncée des sous-espèces côtières, particulièrement au niveau de son abdomen[1].
- A. r. sororia, décrite par Robert Ridgway en 1898[4], et que l'on trouve dans les montagnes dans le Sud de la Basse-Californie, plus particulièrement dans la Sierra de la Laguna[25]. Elle est la plus pâle des sous-espèces côtières[1].
- A. r. scottii, décrite par George Sennett en 1888[4], vit du Nord de l'Arizona au Nouveau-Mexique, et au sud depuis le Nord-Est du Sonora jusqu'au Nord-Ouest du Coahuila[25]. Elle est d'un gris plus foncé que A. r. eremoeca et a des bandes rousses plus étroites et plus foncées sur sa poitrine[1].
- A. r. rupicola, décrite par van Rossem en 1946[4], vit dans les montagnes dans le Sud-Ouest de l'Arizona[25]. Elle est d'apparence similaire à A. r. scottii mais son dos est plus foncé et plus gris[1].
- A. r. simulans, décrite par van Rossem en 1934[4], se trouve au nord-ouest du Mexique, du sud-est du Sonora et du sud-ouest du Chihuahua jusqu'au Nayarit et au nord du Jalisco[25]. Elle a une coloration plus rousse sur son dos et son abdomen est plus pâle que A. r. scottii[1].
- A. r. eremoeca a été décrite par Nathan Brown en 1882[4]. On la trouve du sud-est du Colorado jusqu'au Nouveau-Mexique, au Texas, au nord du Chihuahua, et au centre du Coahuila[25]. Ses parties supérieures sont grisâtres et son poitrail est sombre[1].
- A. r. fusca, décrite par Edward William Nelson en 1897[4], se trouve dans l'Est du Mexique, du Sud du Nayarit au Sud-Ouest du Jalisco, dans le Nord du Colima, et au Michoacan[25]. Cette sous-espèce est plus foncée et plus rousse sur ses parties supérieures que A. r. australis. Elle possède également une couronne rousse plus foncée et sans raie grise au milieu[1].A. r. boucardi, par Joseph Smit en 1867.

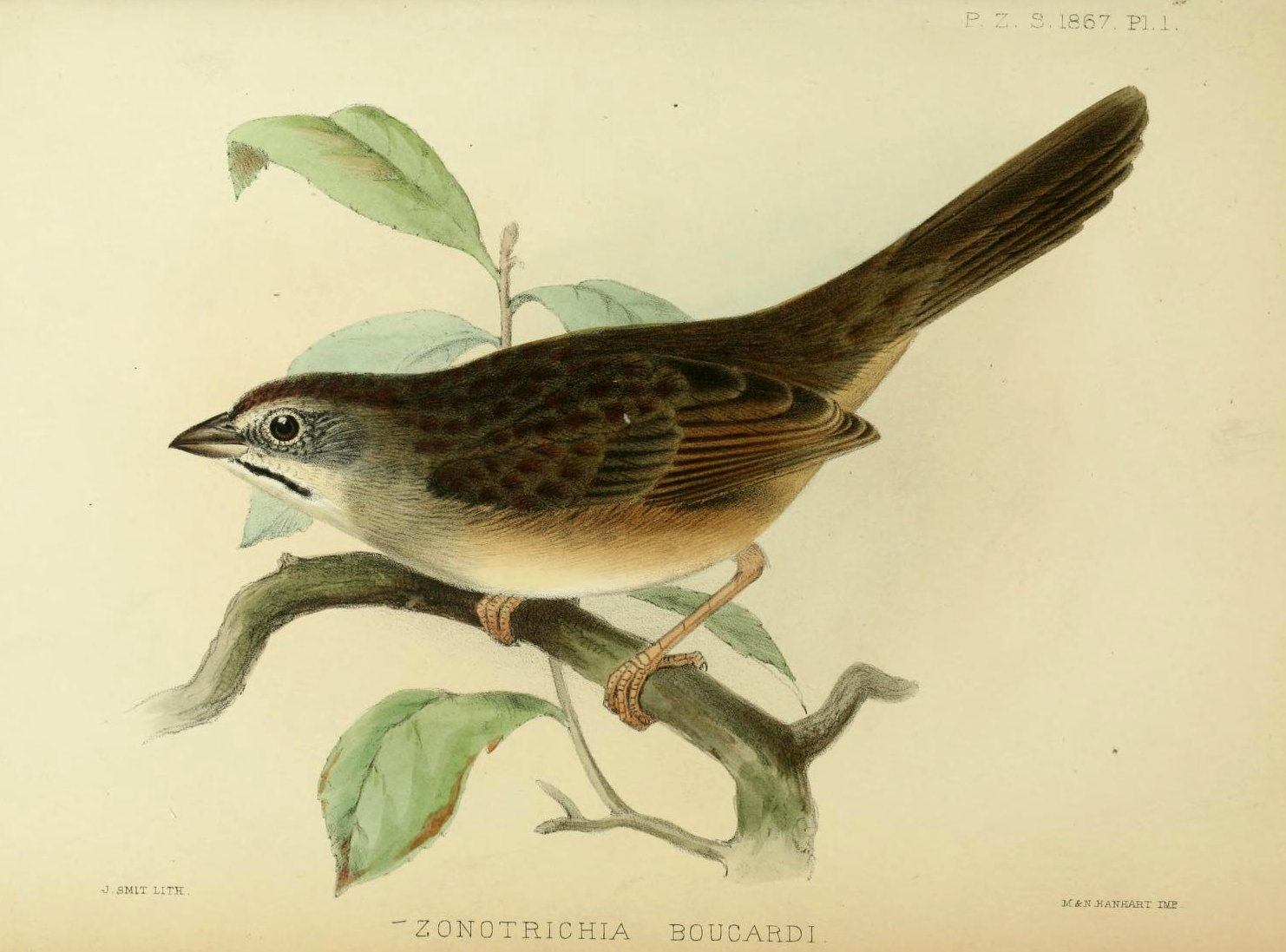
A. r. boucardi, par Joseph Smit en 1867.

- A. r. boucardi, décrite par Philip Sclater en 1867[4], vit à l'est du Mexique, du sud du Coahuila au San Luis Potosi, au nord du Puebla, et dans le Sud de l'Oaxaca[25]. Cette sous-espèce est plus foncée que l'A. r. eremoeca et a la poitrine striée de brun mat, et non pas de roux[1].
- A. r. australis, décrite par Edward William Nelson en 1897[4], se trouve dans le Sud du Mexique, du Guerrero jusque dans le Sud du Puebla et de l'Oaxaca[25]. Elle est d'apparence similaire à A. r. scottii mais est plus petite, avec un bec plus court[1].

Les six sous-espèces occasionnellement reconnues sont A. r. extima et A. r. pallidissima, décrites par A. R. Phillips en 1966, A. r. phillipsi, décrite par J.P. Hubbard & Crossin en 1974, et A. r. duponti, A. r. laybournae et A. r. suttoni, décrites par J.P. Hubbard en 1975.

## Menaces et conservation
Aimophila ruficeps est classée par l'UICN en LC (Préoccupation mineure) et non menacée d'extinction par BirdLife International, en raison de sa grande répartition géographique d'environ 1 200 000 km2, une population estimée à 2,4 millions d'individus, et un déclin de cette population inférieur à 30 % de
baisse au cours de ces dix dernières années. Dans les années où les pluies ne sont pas suffisantes, de nombreux oiseaux ne se reproduisent pas, et ceux qui le font ont de plus petites nichées,. Certaines des populations locales de cette espèce sont menacées et sont en déclin.
Les sous-espèces et les populations insulaires ont diminué dans certains cas : par exemple, A. r. sanctorum de l'île de Todos Santos serait déjà éteinte et les populations de l'île de San Martin et de l'île Santa Catalina en Basse-Californie n'ont plus été observées depuis le début des années 1900. Les populations des espèces de Californie du sud sont également en déclin en raison de l'urbanisation et du développement agricole de la région.
On sait aussi que cet oiseau a subi un empoisonnement lié à l'usage de coumaphène, un rodenticide, bien que des recherches plus poussées soient nécessaires pour déterminer les effets des pesticides sur le Tohi à calotte fauve.